# William Clem
William Clem (* 20. Juni 2004 in Vedbæk) ist ein dänischer Fußballspieler. Er spielt bei seinem Jugendverein FC Kopenhagen und ist zudem dänischer Nachwuchsnationalspieler.

## Karriere

### Verein
William Clem, geboren in Vedbæk im Umland von Kopenhagen, kam in der U13 in die Fußballschule des FC Kopenhagen und gab am 19. Oktober 2022 im Alter von 18 Jahren beim Pokalspiel bei Hobro IK sein Pflichtspieldebüt für die Profimannschaft. Während der Saison 2022/23 kam er unter anderem in der Champions League zum Einsatz. Außerdem gewann er den dänischen Landespokal durch einen 1:0-Sieg im Finale gegen Aalborg BK.

### Nationalmannschaft
Am 9. Oktober 2020 gab William Clem beim 2:2 im Freundschaftsspiel in Aabenraa gegen Deutschland sein Debüt für die U17 Dänemarks. Von 2021 bis 2022 lief er in sechs Spielen für die U18 auf und danach spielte er vier Mal für die U19.
Am 24. März 2023 debütierte Clem bei der 2:3-Niederlage im Testspiel in der türkischen Provinz Antalya gegen die Ukraine für die U21.

## Erfolge
- Dänischer Meister: 2023
- Dänischer Pokalsieger: 2022/23